# Jiří Kezelius Bydžovský
Jiří Kezelius Bydžovský vlastním jménem Jiří Kožíšek (14. dubna 1576 Nový Bydžov – 1654 Mladá Boleslav) byl český spisovatel, učitel a kronikář. Známý je především pro svou kroniku Mladé Boleslavi, kterou sepsal v polovině 17. století.

## Život
Narodil se v Novém Bydžově, roku 1599 se stal bakalářem a o pět let později mistrem Univerzity Karlovy v Praze. V duchu tehdejší módy mezi vzdělanci používal polatinštěného příjmení Kezelius. Krátce učil na několika pražských školách a od roku 1605 v Mladé Boleslavi. Ještě téhož roku se stal městským písařem a roku 1618 byl zvolen za primátora města, v této funkci působil pět let.
Po porážce stavovského povstání byl vězněn a roku 1627 coby kališník odešel do exilu, poté žil 12 let v Sasku. Když se vrátil potají do města, byl spolu s manželkou Ludmilou opět uvězněn a propuštěn pod podmínkou, že konvertuje ke katolictví. Jeho žena na následky útrap zemřela. Jiří Kožíšek pak zastával post správce městského literátského kúru. Dožil v ústraní a ve stáří sepsal své stěžejní dílo – Kroniku města Boleslava Mladého, kde shrnul dějiny města od jeho založení až do roku 1653.
V Mladé Boleslavi je po něm pojmenována ulice.

## Dílo
Kezeliova mladoboleslavská kronika, v níž se nejpodrobněji věnuje událostem 17. století, jichž byl očitým svědkem, se stala hlavním pramenem pro veškeré pozdější knihy o historii města, počínaje Kronikou mladoboleslavskou Františka Novotného z Luže (1768-1826) z roku 1822. Tiskem byla Kezeliova kronika vydána roku 1935.
Dále Kezelius přeložil do češtiny latinský právnický spis Víta Oftalmia z Oskořína Processus iuris municipalis pragensis.